# ويليام بوروز
كان ويليام سيوارد بوروز الثاني (5 فبراير 1914- 2 أغسطس 1997) كاتبًا أمريكيًا وفنانًا بصريًا ومؤلف ما بعد حداثة رئيسي وأحد الشخصيات الرئيسية التي انتمت لجيل البيت. أثرت مؤلفات ما بعد الحداثة لبوروز على الثقافة الشعبية والأدب. كتب بوروز ثمانية عشر رواية عادية وقصيرة وست مجموعات من القصص القصيرة وأربع مجموعات من المقالات. نُشِرَ أيضًا خمسة كتب عن مقابلاته ومراسلاته. ساهم بوروز أيضًا في مشاريع وتسجيلات مع العديد من الفنانين والموسيقيين وظهر في العديد من الأفلام. كتب وعُرِفَ لفترة وجيزة باسم وليام لي. أنجز وعرض بوروز آلاف اللوحات والأعمال الفنية المرئية الأخرى، بما في ذلك لوحاته الشهيرة للطلق الناري.
ولد بوروز في عائلة ثرية من سانت لويس بولاية ميزوري، إذ كان حفيد مبتكر ومؤسس شركة بوروز ويليام سيوارد بوروز الأول وابن أخ مدير العلاقات العامة أيفي لي. بدأ بوروز كتابة المقالات واليوميات في بدايات مراهقته، لكنه لم يبدأ في نشر كتاباته حتى الثلاثينيات من عمره. غادر المنزل في عام 1932 للالتحاق بجامعة هارفارد حيث درس اللغة الإنجليزية ثم الأنثروبولوجيا كطالب دراسات عليا، والتحق بعد ذاك بكلية الطب في فيينا. في عام 1942، جُنِّدَ بوروز في الجيش الأمريكي خلال الحرب العالمية الثانية، ولكنه رُفِضَ من قبل مكتب الخدمات الاستراتيجية والبحرية. بعد ذلك، تورّط في إدمان المخدرات الذي أثر عليه لبقية حياته التي شَغَل فيها مجموعة متنوعة من الوظائف. أثناء إقامته في مدينة نيويورك في عام 1943، صادق ألن غينسبرغ وجاك كيروك. ومن تأثيرهم المشترك، نما أساس جيل البيت، الذي امتلك لاحقًا تأثير مميز على ثقافة الستينات المضادة.
تعتبر معظم أعمال بوروز سير ذاتية تقريبًا، فهي مستمدة بشكل أساسي من تجاربه كمدمن على الهيروين، ومن تنقلاته السكنية حيث عاش في جميع أنحاء مكسيكو سيتي تقريبًا ولندن وباريس ومنطقة طنجة الدولية بالقرب من المغرب، وكذلك من رحلاته في منطقة الأمازون في أمريكا الجنوبية. تميزت أعماله أيضًا بموضوعات تناولت الروحانية والسحر والتنجيم؛ وهذا ما شغل بوروز دائمًا سواء في الخيال أو في الحياة الواقعية.
قتل بوروز زوجته الثانية جوان فولمر عام 1951 في مكسيكو سيتي. ادعى بوروز في البداية أنه أطلق النار على فولمر بينما كان يُجرِّب حيلة وليام تيل وهو ثمل. أخبر المحققين لاحقًا قصة مختلفة: أن المسدس سقط وضرب الطاولة وأطلق الرصاص الذي قتل فولمر، عندما كان بوروز يعرض مسدسه لأصدقائه. بعد عودة بوروز إلى الولايات المتحدة، أُدين بتهمة القتل الخطأ غيابيًا، وحُكِمَ عليه بالسجن لمدة عامين مع وقف التنفيذ.
نجح بوروز في أول رواية بوح له بعنوان «مدمن» عام 1953، لكنه اشتهر بروايته الثالثة بعنوان «الغداء العاري» عام 1959، وهو عمل مثير للجدل عُرِضَ للقضاء لانتهاكه قوانين السدومية في الولايات المتحدة. ساهم بوروز مع بريون جيسين بنشر تقنية التقطع الأدبي التي استخدمها في بعض أعماله، مثل: ثلاثية نوفا أو ثلاثية القطع 1961- 1964.
في عام 1983، اختارت الأكاديمية الأمريكية ومعهد الفنون والآداب بوروز للانضمام إليها، وحصل في عام 1984 على وسام الفنون والآداب في فرنسا. وصف جاك كيرواك بوروز بأنه «أعظم كاتب ساخر شهده العالم منذ جوناثان سويفت»، وهي سمعة سببها التهديم الدائم للأنظمة الأخلاقية والسياسية والاقتصادية للمجتمع الأمريكي الحديث؛ الأمر الذي عبَّر عنه في كثير من الأحيان باستخدام التهكم الهزلي. اعتبر جيمس غراهام بالارد بوروز «أهم كاتب برز منذ الحرب العالمية الثانية»، بينما قال نورمان ميلر: «إنه ربما الكاتب الأمريكي الوحيد الممسوس بالعبقرية».
عمل بوروز بالفنون المرئية طوال حياته، لكنه لم يعرضها أبدًا حتى عام 1987، بعد وفاة صديقه وشريكه بريون جيسين. خلال السنوات العشر التالية والأخيرة من حياته، عرض لوحاته ورسوماته في المتاحف والمعارض في جميع أنحاء العالم.
امتلك بوروز طفل واحد يدعى وليام سيوارد بوروز جونيور (1947-1981) من زوجته الثانية جون فولمر. توفي وليام بوروز في منزله في لورانس- كانساس بعد تعرضه لنوبة قلبية في عام 1997.

## وصلات خارجية
- ويليام بوروز على موقع IMDb (الإنجليزية)
- ويليام بوروز على موقع الموسوعة البريطانية (الإنجليزية)
- ويليام بوروز على موقع مونزينجر (الألمانية)
- ويليام بوروز على موقع ألو سيني (الفرنسية)
- ويليام بوروز على موقع ميوزك برينز (الإنجليزية)
- ويليام بوروز على موقع أول موفي (الإنجليزية)
- ويليام بوروز على موقع قاعدة بيانات الأفلام السويدية (السويدية)
- ويليام بوروز على موقع إن إن دي بي (الإنجليزية)
- ويليام بوروز على موقع أول ميوزيك (الإنجليزية)
- ويليام بوروز على موقع ديسكوغز (الإنجليزية)

ويليام بوروز  على قاعدة بيانات الخيال التأملي على الإنترنت